# سيراس دبليو. كول
سيراس دبليو. كول (بالإنجليزية: Cyrus W. Cole)‏ هو عسكري أمريكي، ولد في 21 يونيو 1876 في مارشال في الولايات المتحدة، وتوفي في 29 يوليو 1952 في سان دييغو في الولايات المتحدة.